# Блинков, Иван Степанович
Иван Степанович Блинков — советский хозяйственный, государственный и политический деятель.

## Биография
Родился в 1911 году в Инсаре. Член КПСС с 1930 года.
С 1927 года — на хозяйственной, общественной и политической работе. В 1927—1980 гг. — ученик слесаря-токаря спиртового завода № 26 в селе Ковылкино Ковылкинского района Средневолжского края, студент комвуза в Самаре, секретарь райкома ВЛКСМ Старошайговского района Средневолжского края, помощник начальника политотдела совхоза «Красная Мордовия» села Торбеево Торбеевского района Средневолжского края, заместитель начальника, начальник политотдела совхоза «Ак-Конгучай» Шурчинского района Узбекской ССР, второй секретарь Шурчинского РК КП(б)
Узбекистана Сурхандарьинской области, первый секретарь Термезского горкома КП(б) Узбекистана, начальник политсектора областного земельного отдела города Самарканда, первый секретарь Самаркандского горкома КП Узбекистана, заместитель председателя Самаркандского облисполкома, секретарь Самаркандского обкома КП(б) Узбекистана, начальник строительного управления Узбекпромстроя, первый секретарь Комсомольского райкома КП Узбекистана, первый заместитель председателя Самаркандского горисполкома, инспектор городского общества охраны природы.
Умер в Самарканде в 1985 году.